# Lenguas chocó
Las lenguas chocó constituyen una familia lingüística de lenguas indígenas integrada por lenguas del occidente de Colombia y el suroccidente de Panamá. Estas lenguas también se hablan en el noroeste del Ecuador por la migración en el Siglo XX de pueblos indígenas Chocó de Colombia al vecino país. 

## Clasificación
Diversas crónicas de la conquista española informaron sobre los indios de la "provincia de Chocó". Pinart (1887) sobre la "lengua chocó", hablada desde Punta Garachiné (Panamá) hasta el río San Juan, el alto río Atrato y las montañas de Antioquia. Chamberlain (1907) fue el primero en considerar la existencia de la familia chocó.
Todos los investigadores coinciden en incluir dentro de la familia chocó al wounaan y al emberá, aunque difieran en la clasificación de los dialectos emberá. Swadesh (1959) estimó en siete siglos el tiempo de separación entre las dos lenguas, aunque Constenla y Margery (1991) calcularon que la separación se produjo hace más de dos mil años.

### Lenguas de la familia
El wounaan o waunana es una lengua hablada por unas 8.000 personas (1998) y con una pequeña diferenciación dialectal. En cambio el número de hablantes de emberá se estima en más de 80.000, cuyo territorio se ha expandido notablemente habiendo llegado a la provincia ecuatoriana de Esmeraldas en 1964. El emberá es un complejo dialectal con numerosas variedades. Algunos autores han sugerido que lenguas extintas como el quimbaya y el sinú podrían estar emparentadas con las lenguas chocó, sin embargo, la cuestión sigue siendo una conjetura no demostrada.
La clasificación de las lenguas chocó modernas es:
- I- Waunana (Noanamá, Wounaan, Woun Meu): 6.000 hablantes (1988)[5]

1. Pizarro
2. Istmina
3. Curiche
4. Provincia de Panamá
5. Provincia de Darién

- II- Emberá

A. Embera norteño
a. Catío (Katío): 15.040 (1992)
1. Dabeiba
2. Tukurá (Río Verde, alto Sinú o Emberá-Katío)
3. Ngverá (San Jorge)
4. Jaidukama (Ituango)
5. Cémaco (noreste de Panamá)

b. Darién (Embera noroccidental): 60.200 (2000-2001); 60.000 (2005)
1. Sambú (sureste de Panamá)
2. Juradó
3. Citará (Atrato o bajo Andágueda)

B. Embera sureño
a. Chamí (Caramanta, Embera-Chamí o Embera oriental): 5.510 (2001)
1. Cristianía
2. Alto Andágueda
3. Mistrató
4. Tadó
5. Garrapatas

b. Baudó (bajo Baudó): 5.000 (1995)
1. Catrú
2. Dubasa
3. Purricha
4. Pavaja

c. Eperã (Epena): 3.550 (2000-2004)
1. Joaquincito
2. Cajambre
3. Naya
4. Saija
5. Tapaje
6. Satinga

En el 2000, se censaron en Panamá 22.485 Emberá y 6.882 Wounaan. En Colombia se encuentran censados 72.692 indígenas de estas etnias; de los cuales 71.412 son Embera y 1280, Wounaan.
Las lenguas de otros grupos extintos que podrían estar relacionadas con las lenguas chocó son:
- III - Posiblemente chocós
  1. Anserma (†)
  2. Cauca (†)?
  3. Caramanta (†)?
  4. Sinúfana (Zenufara)
  5. Quimbaya (Kimbaya) (†)?
  6. Runa (†)

### Relación con otras lenguas
La clasificación de las lenguas chocó, dentro de la gran variedad de familias americanas, es todavía motivo de discusión. Para Paul Rivet (1944), las lenguas chocó forman parte de la gran familia Caribe, opinión que fue seguida por muchas clasificaciones posteriores. Durbin (1977) y Llerena (1995) consideran que esta hipótesis no ha sido confirmada, pues tiene un fundamento muy fragmentario. Lehmann (1920) pensaba que las lenguas chocó debían agruparse junto con las chibchas, opinión que siguió Joseph Greenberg (1987), quien, considera que las lenguas chocó pertenecen al tronco paezano del macrofilo chibchano-paezano. Loukotka (1939) encontró intrusiones del páez en las lenguas chocó, que son notorias en el wounaan, pero ellas de ninguna manera denotan un origen común, sino que son el resultado de préstamos multiplicados por la antigua vecindad.
Según Aguirre (1993), a la luz de las investigaciones lingüísticas recientes, la hipótesis de la independencia de la familia chocó parece la más contundente, dándole la razón a Chamberlain, Nordenskjöld (1929), Loukotka (1968) y Tovar-Larrucea (1984). 
Algunos autores añaden a la familia chocó algunas extinguidas como quimbaya, pijao, cueva, zenú, arma, nutabe, tahamí, ebéjico, carrapa, picara, paucara, anserma y pozo. Los escasos vocabularios pijao, así como la toponimia quimbaya, zenú y ebéjico tienden a descartar su inclusión entre las lenguas chocó. En el caso de la lengua de ebéjico, según Rivet (1952), hay evidencias de su relación con la familia chibcha o con el idioma páez. Del pozo apenas se conoce una palabra que coincide con el idioma kuna, clasificado como chibcha. La lengua denominada anserma parece ser la misma de los umbrá, que aún se habla y parece no tener relación cercana con la familia chocó, aunque Rendón (2012) considera que sí puede ser parte de un grupo chocó. En cuanto a los cueva, Kathleen Romolini (1987) recopiló un vocabulario, sobre la base del cual considera que podría tener relaciones con la familia chibcha o la arawak, pero Constenla y Margery (1991) creen que sí es posible plantear un origen común de la lengua cueva y las lenguas chocó. Sin embargo, por ahora cualquier adición a esta familia, más allá del embera y el wounaaan, resulta mera hipótesis.

## Descripción lingüística

### Fonología
El inventario fonológico de diversas lenguas chocó es similar:
|           |           | Waunana, Saija | Bajo Baudó | Alto San Juan | Atrato Chocó N. |
| --------- | --------- | -------------- | ---------- | ------------- | --------------- |
| oclusiva  | aspirada  | pʰ tʰ kʰ       | pʰ tʰ kʰ   | pʰ tʰ kʰ      | pʰ tʰ kʰ        |
| oclusiva  | sorda     | p t k ʔ        | p t k      |               |                 |
| oclusiva  | sonora    | b d g          | b d        | b d           | b d             |
| oclusiva  | implosiva |                | ɓ ɗ        | ɓ ɗ           | ɓ ɗ/ð           |
| africada  | sorda     | ʧ              | ʧ          | ʧ             | ʧ               |
| africada  | sonora    |                |            |               | ʤ               |
| fricativa | sorda     | s h            | s h        | s h           | s h             |
| fricativa | sonora    |                | β          | β             | β z             |
| sonorante | líquida   | l ɾ r          | l ɾ r      | l ɾ r         | l ɾ r           |
| sonorante | nasal     | m n            | m n        | m n           | m n             |
| sonorante | semivocal | w j            | w j        | w j           | w j             |

### Gramática

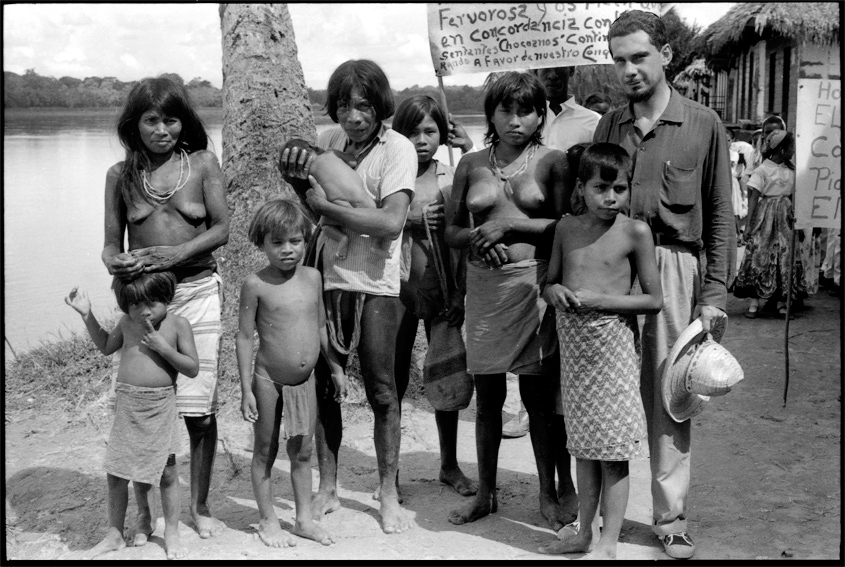
Eduardo Cote Lamus, poeta y político colombiano, en el alto Río San Juan, departamento de Chocó, Colombia, en 1958, con algunos indígenas chocó.

Todas las lenguas chocó son ergativas y el sistema de caso gramatical incluye una marca de caso ergativo que es obligatoria con los agentes de los verbos transitivos. Los objetos de los verbos intransitivos y los sujetos de los intransitivos van sin marcar (morfo cero = Ø), el orden básico preferente o no marcado es agente-paciente-verbo:
(1) khum-au sūr-Ø būr-pi-hi-m
jaguar-ERG venado-ABS caer-CAUS-PAS-DECLAR
'El jaguar hizo caer al venado'
(2) sūr-Ø būr-hi-m
venado-ABS caer-PAS-DECLAR
'El venado [se] cayó'

## Comparación léxica
Los numerales en diferentes lenguas chocó son:
| GLOSA | Emberá septentrional | Emberá septentrional | Emberá meridional | Emberá meridional | Emberá meridional | Waunana     | PROTO- CHOCÓ                |
| GLOSA | Emberá- Catío        | Emberá- Darién       | Emberá- Chamí     | Eperã Saija       | Emberá- Tadó      | Waunana     | PROTO- CHOCÓ                |
| ----- | -------------------- | -------------------- | ----------------- | ----------------- | ----------------- | ----------- | --------------------------- |
| '1'   | ába                  | abá                  | 'abá              | ɑbɑ               | ɑbɑ               | dau ʔãb     | *(ʔ)ãβá                     |
| '2'   | umé                  | ome                  | 'õme              | omé               | ume               | dau nuˈmi   | *nuˈmĩ                      |
| '3'   | ũbéa                 | õbea                 | õᵐbéa             | õpée              | ũpea              | dau tʰãrhup | *-(h)ũpea                   |
| '4'   | kʰimárẽ              | kimárẽ               | kʰimã́re           | kʰĩmɑ̃rĩ           | kʰĩmɑ̃rĩ           | dau hajap   | *kiˈmãɾe                    |
| '5'   | wesomá huwua         | huesoma huasoma      | húə somá          | hoisomá hua hõ    | huesomɑ           | hua ʔãb     | *hoe-somá 'mano (completa)' |
| '6'   | (5x1)+1              | (seis)               | (seis)            |                   | (5x1)+1           | (5x1)+1     | *(5x1)+1                    |
| '7'   | (5x1)+2              | (siete)              | (siete)           |                   | (5x1)+2           | (5x1)+2     | *(5x1)+2                    |
| '8'   | (5x1)+3              | (očo)                | (očo)             |                   | (5x1)+3           | (5x1)+3     | *(5x1)+3                    |
| '9'   | (5x1)+4              | (nwebe)              | (nwebe)           |                   | (5x1)+4           | (5x1)+4     | *(5x1)+4                    |
| '10'  | (5x2)                | (diez)               | huə́ 'ṍme          |                   | (5x2)             | (5x2)       | *(5x2)                      |
El sistema de cuenta es vigesimal, con 5 usado como sub-base, las palabras para '5' significa usualmente 'mano' o 'toda la mano', las palabras para '10' litereamente son 'dos manos'. Mientras que las palabras para '20' literalmente son 'un cuerpo' (ya que todos los dedos del cuerpo, contando manos y pies y suman 20).

## Protolengua
Reconstrucción de proto-chocó y proto-emberá según Constenla y Margery (1991):
| N.º | GLOSA                                          | Pɾoto-Chocó         | Pɾoto-Embeɾá           |
| --- | ---------------------------------------------- | ------------------- | ---------------------- |
| 1   | abrir (los ojos)                               |                     | *ẽa                    |
| 2   | agua, río                                      | **do                | *do                    |
| 3   | aguacate                                       |                     | *βeˈko                 |
| 4   | agutí                                          |                     | *kuɾiˈhia              |
| 5   | ahora                                          | **nãu               | *nãũ                   |
| 6   | ahumar                                         | **kũɾũ-             | *kũɾumã-               |
| 7   | ala                                            | **itʃi              | *ʔi                    |
| 8   | alzar                                          | **hiɾa-             | *hiɾa-                 |
| 9   | allá                                           | **atʃu-             | *atʃu-                 |
| 10  | allí                                           | **aˈɾaa             | *aˈɾaa                 |
| 11  | amanecer                                       | **ãsaba-            |                        |
| 12  | amargo                                         | **ase-              | *ase-                  |
| 13  | amarillo                                       |                     | *kuaˈɾaa               |
| 14  | amigo                                          |                     | *aˈtʃɯ                 |
| 15  | andar                                          |                     | *nĩ / -nĩba-           |
| 16  | animal, cosa                                   | **neme              | *nẽ-                   |
| 17  | antes                                          | **nã                | *nãa                   |
| 18  | araña                                          |                     | *bekɯˈɾɯ               |
| 19  | árbol, palo                                    | **ba                | *bakuˈɾu               |
| 20  | arco iris                                      |                     | *ˈeuma                 |
| 21  | arete                                          | **tʃiɾitʃiɾi        | *tʃiɾitʃiɾi            |
| 22  | artículo definido                              | **tʃi-              |                        |
| 23  | arriba, alto                                   | **ɯ̃kɯˈtaa / ɯ̃kɯˈtɯɯ | *ɯ̃kɯˈtaa / ɯ̃kɯˈtɯɯ     |
| 24  | asar                                           |                     |                        |
| 25  | asiento                                        | **kau               | *ãˈkau                 |
| 26  | atar, vestir                                   | **hɯ̃-               | *hɯ̃-                   |
| 27  | ave                                            | **itʃi+bana         | *ibaˈna / ĩbaˈna       |
| 28  | avispa                                         |                     | *nẽdɯɾɯ                |
| 29  | barba                                          | **i+kaɾa            | *i+kaˈɾa               |
| 30  | barriga                                        | **βi                | *βi                    |
| 31  | bazo                                           |                     | *hõhiɾa                |
| 32  | beber                                          | **do-               | *do-                   |
| 33  | blanco                                         |                     | *toˈɾo-                |
| 34  | blando                                         | **sõsõ- / soso-     |                        |
| 35  | boa                                            | **he                | *he / hẽˈpa            |
| 36  | boca                                           | **i                 |                        |
| 37  | bueno                                          |                     | *ˈbia                  |
| 38  | buscar                                         | **hɯɾɯ-             | *hɯɾɯ-                 |
| 39  | cabecera                                       | **do+kẽˈbu          | *do+kẽˈbu              |
| 40  | cabello                                        |                     | *buˈda                 |
| 41  | cabeza                                         | **boˈɾo             | *boˈɾo                 |
| 42  | caer                                           | **ˈβae-             | *ˈβai-                 |
| 43  | caimito                                        | **tuko              | *tuko-                 |
| 44  | calabazo                                       |                     | *sãˈbu                 |
| 45  | caldo                                          |                     | *nẽˈba                 |
| 46  | calor                                          | **bese-             | *bese-                 |
| 47  | camino                                         |                     | *ˈo                    |
| 48  | canalete, remo                                 | **ˈdoi              | *ˈdoi                  |
| 49  | canasta                                        |                     | *ẽ                     |
| 50  | cangrejo                                       | **heˈbe, hẽˈbe      | *heˈbe                 |
| 51  | canoa                                          | **haˈba             | *haˈba                 |
| 52  | cansarse                                       |                     | *sẽ-                   |
| 53  | caña                                           |                     | *siˈa                  |
| 54  | cara                                           | **kĩɾa              | *kĩɾa                  |
| 55  | carne                                          |                     | *tʃiaˈɾa               |
| 56  | casa                                           | **de                | *de                    |
| 57  | casi                                           | **beˈɾa             | *beˈɾa                 |
| 58  | cerro                                          |                     | *eˈa                   |
| 59  | cinco                                          |                     | *hoesoˈma              |
| 60  | cocinar                                        |                     | *tʃuu-                 |
| 61  | coger                                          | **bɯɾɯ-             | *bɯɾɯ-                 |
| 62  | cola                                           | **duˈɾi             | *ˈdɾu                  |
| 63  | comején                                        |                     | *poˈsoa                |
| 64  | comida                                         |                     | *ˈtʃiko                |
| 65  | comer                                          | **ko-               | *ko-                   |
| 66  | cómo                                           |                     | *sãka                  |
| 67  | comprar                                        |                     | *nẽto-                 |
| 68  | con                                            |                     | *oˈme                  |
| 69  | conga                                          |                     | *hẽsaˈɾa               |
| 70  | contestar                                      |                     | *panãu-                |
| 71  | corazón                                        |                     | *ˈso / ˈsõ             |
| 72  | correr                                         |                     | *piɾa-                 |
| 73  | cortar                                         | **tɯape-            | *tɯape-                |
| 74  | cortar                                         | **kõo-              | *kõo-                  |
| 75  | cortar                                         | **ˈtu-              | *ˈtu-                  |
| 76  | cosechar                                       | **eua-              | *eua-                  |
| 77  | coser                                          | **ka-               | *ka-                   |
| 78  | crudo                                          | **õkoa              | *õkoa                  |
| 79  | cuatro                                         |                     | *kiˈmãɾe               |
| 80  | cuchillo                                       | **ˈneko             | *ˈneko                 |
| 81  | culebra                                        |                     | *taaˈma                |
| 82  | cuna                                           | **huˈɾa             | *huˈɾa                 |
| 83  | cuñado                                         | **uˈatʃe            | *uˈae                  |
| 84  | cuñada                                         |                     | *ãikoˈɾe               |
| 85  | chontaduro                                     |                     | *hẽˈa                  |
| 86  | chupar                                         | **hõ-               | *hõ-                   |
| 87  | dañar                                          | **ãɾi-              | *ãɾi-                  |
| 88  | dar                                            | **dea-              |                        |
| 89  | envolver                                       | **bɯɾa-             | *bɯɾa-                 |
| 90  | debajo                                         | **ekaˈɾe            | *ekaˈɾe                |
| 91  | decir                                          | **a-                | *a-                    |
| 92  | delante                                        | **nã                | *nã                    |
| 93  | demostrativo                                   | **(a)tʃa-           | *atʃa-                 |
| 94  | demostrativo                                   | **mã-               | *mã-                   |
| 95  | derramar                                       | **kua-              | *kua-                  |
| 96  | después                                        |                     | *tẽa                   |
| 97  | diente                                         | **kiˈda             | *kiˈda                 |
| 98  | doloroso                                       |                     | *ˈpua                  |
| 99  | dormir                                         | **kãi-              | *kãi-                  |
| 100 | dos                                            | **nuˈmĩ             | *uˈmẽ                  |
| 101 | dulce                                          | **kũˈa              | *kũˈa                  |
| 102 | duro                                           |                     | *tʃakaˈɾea             |
| 103 | él, ella (absolutivo)                          | **i                 | *ˈitʃi                 |
| 104 | él, ella (ergativo; otros casos)               | **iˈɾu              | *iˈɾu                  |
| 105 | ellos                                          | **ama               | *ã-                    |
| 106 | empujar                                        | **sĩa-              | *sĩa-                  |
| 107 | enfático                                       | **-ta               | *-ta                   |
| 108 | ergativo                                       |                     | *-ba                   |
| 109 | esconderse                                     | **mẽɾβ-             | *de                    |
| 110 | ese                                            | **hãˈkɯ             | *hãˈkɯ                 |
| 111 | esperar                                        | **nɯ̃-               | *nɯ̃-                   |
| 112 | estar                                          | **tʃiɾ-             | *tʃiɾ-                 |
| 113 | estar                                          | **keɾ-              | *keɾ-                  |
| 114 | este                                           |                     | *nãˈkɯ                 |
| 115 | este / ese                                     |                     | *mãˈkɯ                 |
| 116 | excremento                                     |                     | *ˈã                    |
| 117 | fiebre                                         | **kɯˈwa / kɯwamia   | *kɯˈwa / kɯwamia       |
| 118 | flecha                                         |                     | *ukiˈda                |
| 119 | flor                                           |                     | *nẽpono                |
| 120 | fresco (estar)                                 | **õdo-              | *õdoa-                 |
| 121 | frío                                           |                     | *kũɾaˈsaa- / kũɾaˈsãa- |
| 122 | frío (estar)                                   | **hĩˈsu-            | *hĩˈsua- / hiˈsua      |
| 123 | fruta, frutal                                  | **neme+hõ           | *nẽˈhõ                 |
| 124 | fruta                                          |                     | *ˈta / nẽˈta           |
| 125 | gallina                                        |                     | *etekeˈɾe              |
| 126 | gavilán                                        | **ˈneme ˈhõbɯ       | *ˈnẽ ˈhõbɯ             |
| 127 | gavilán quebrantahuesos                        | **uaˈbibi           |                        |
| 128 | genitivo                                       | **-tʃi              | *-tʃi                  |
| 129 | gente                                          |                     | *ẽbẽˈɾa / ebeˈɾã       |
| 130 | gordo (estar)                                  |                     | *boˈɾea                |
| 131 | grande                                         |                     | *uaiˈβɯa               |
| 132 | grande                                         |                     | *tʃoɾoma               |
| 133 | grano, pepita                                  | **daˈbu             | *daˈbu                 |
| 134 | gritar                                         | **βĩa               | *bia- / bĩa-           |
| 135 | guacamayo                                      | **bakaˈɾa           | *bakaˈɾa               |
| 136 | guadua                                         | **sikoˈɾo           | *sikoˈɾo               |
| 137 | gusano                                         |                     | *ˈki                   |
| 138 | hacer                                          |                     | *o-                    |
| 139 | hacha                                          |                     | *tʃakaˈɾa              |
| 140 | hierba                                         | **pũˈa-             | *pũˈahaɾa              |
| 141 | hígado                                         | **tãˈɾi             | *tãˈɾi                 |
| 142 | hija                                           | **ˈkau              | *ˈkau                  |
| 143 | hijo                                           |                     | *uˈaɾa                 |
| 144 | hoja                                           | **keˈɾu             | *keˈɾu                 |
| 145 | hoja                                           |                     | *kedua                 |
| 146 | hombre                                         |                     |                        |
| 147 | hueco                                          |                     | *uˈɾia                 |
| 148 | huevo                                          |                     | *nẽɯ̃mɯ̃                 |
| 149 | humo                                           | **nãˈɾi             | *nãˈɾi                 |
| 150 | iguana                                         | **opoˈka            | *opoˈga                |
| 151 | intestinos                                     | **hɯ / hɯ̃           | *hũˈsi                 |
| 152 | interrogativo                                  | **hã-               |                        |
| 153 | ir                                             | **uã-               | *wã-                   |
| 154 | isla                                           | **ˈmoɾo             |                        |
| 155 | joven                                          |                     | *kũˈtɾaa               |
| 156 | jugar                                          | **heme-             | *hemene-               |
| 157 | jugo, líquido                                  |                     | *βa                    |
| 158 | juntar, recoger                                | **pe-               | *pe-                   |
| 159 | lanza                                          |                     | *miˈasu                |
| 160 | largo                                          |                     | *dɾeaˈsoa              |
| 161 | látigo                                         |                     | *ˈsoa                  |
| 162 | lengua                                         | **meu               | *kĩˈɾãme               |
| 163 | leña                                           |                     | *tɯˈbɯ                 |
| 164 | limitativo                                     | **-bai              | *-bai                  |
| 165 | lombriz                                        | **mokiˈta           | *mokiˈta               |
| 166 | luna                                           | **ede               | *hedeˈko / edeˈko      |
| 167 | llamar                                         | **tɯ̃ɾɯ-             | *tɾɯ̃-                  |
| 168 | llano                                          | **koɾi              | *ˈkoɾi                 |
| 169 | llegar                                         | **βaɾi-             | *βaɾi-                 |
| 170 | llegar a ser                                   | **ba-               | *ba-                   |
| 171 | maduro                                         |                     | *poˈɾea                |
| 172 | maíz                                           | **ˈbe               | *ˈbe                   |
| 173 | mano, brazo                                    | **huˈa              | *huˈa                  |
| 174 | mantis                                         | **tɯ̃koˈmia          | *tɯ̃koˈmia              |
| 175 | mar                                            | **puˈsa             | *puˈsa                 |
| 176 | martilla                                       | **kusumˈpi          | *kusũˈpi               |
| 177 | más                                            |                     | *ua-                   |
| 178 | matar                                          |                     | *bwa-                  |
| 179 | mentir                                         |                     | *seˈa                  |
| 180 | miedo                                          |                     | *peɾa-                 |
| 181 | mohano                                         | **aˈɾibada          | *aˈɾibada              |
| 182 | moler                                          | **ba-               | *ba-                   |
| 183 | mono                                           | **koˈtutu           | *koˈtutu               |
| 184 | morder                                         | **kaa-              | *kaa-                  |
| 185 | mosca azul                                     | **ɯ̃kana             | *ɯ̃kana                 |
| 186 | mujer                                          | **ˈɯe / ɯẽ          | *uˈẽɾa                 |
| 187 | mundo, país                                    | **ˈduɾa             | *ˈdɾua                 |
| 188 | muslo                                          |                     | *βakaˈɾa / βãkaˈɾa     |
| 189 | nacer                                          |                     | *to-                   |
| 190 | nadar                                          |                     | *kui-                  |
| 191 | nariz                                          | **kẽˈbu             | *kẽˈbu                 |
| 192 | negativo                                       |                     | *-+ẽ- / -+e-           |
| 193 | negro                                          |                     | *paiˈmaa               |
| 194 | no                                             | **ɯ̃+ɯ̃               | *ɯ̃+ɯ̃                   |
| 195 | nombre                                         | **tɯ̃ˈɾɯ             | *tɾɯ̃                   |
| 196 | nosotros                                       | **da-               | *da-                   |
| 197 | nube                                           | **hɯ̃ɾa              | *hũɾaˈɾa               |
| 198 | nuca                                           |                     | *ɯ̃βusi / hɯ̃βɯsi        |
| 199 | nuera                                          | **ãĩˈku             | *ãĩˈku                 |
| 200 | nuevo                                          | **ˈiudi             | *-uˈidi                |
| 201 | nutria                                         | **aˈi               | *auˈi                  |
| 202 | oír                                            | **ũɾi-              | *ũɾi-                  |
| 203 | ojo                                            | **daˈbu             | *daˈbu                 |
| 204 | oler                                           | **ɯɯ- / ɯ̃ɯ-         | *ɯ̃-                    |
| 205 | olla                                           |                     | *tʃoˈko                |
| 206 | olla                                           |                     | *kuguˈɾu               |
| 207 | ombligo                                        |                     | *komɯˈa                |
| 208 | oreja                                          |                     | *kɯuɯˈɾɯ               |
| 209 | orilla, borde                                  | **ˈi                | *ˈi                    |
| 210 | orinar                                         |                     | *sia                   |
| 211 | otro                                           | **deua-             | *deuaˈɾa               |
| 212 | otro                                           |                     |                        |
| 213 | padre                                          |                     | *tʃeˈtʃa               |
| 214 | palma                                          | **aˈɾa              | *aˈɾa                  |
| 215 | palo / hueso                                   | **βɯ                | *bɯuˈɾɯ                |
| 216 | para                                           | **ita / itea        | *ita / itea            |
| 217 | partir                                         | **toa-              | *toa-                  |
| 218 | pecho                                          | **ˈtũɾa             | *ˈtɾũa                 |
| 219 | peine                                          | **tɯ̃+eˈɾu           | *tɯ̃+eˈɾu               |
| 220 | pelear                                         |                     | *tʃõo-                 |
| 221 | pelícano                                       |                     | *tuˈɾa                 |
| 222 | pene                                           | **ˈme               | *ˈme                   |
| 223 | pensar                                         | **kĩɾi-+ũsia-       | *kĩɾisia-              |
| 224 | pequeño                                        | **ˈtʃake            | *ˈtʃake                |
| 225 | perdiz                                         |                     | *tʃokoˈɾo              |
| 226 | periquito                                      | **kekeˈɾe           | *kekeˈɾe               |
| 227 | perro                                          |                     | *uˈsa                  |
| 228 | pesado                                         | **ˈtʃɯˈkɯ-          | *tʃɯˈkɯɑ               |
| 229 | pesar                                          | **tʃatʃi-           | *tʃa-                  |
| 230 | pescar                                         | **ɯa-               | *ɯa-                   |
| 231 | pestaña                                        | **daˈbu kaˈɾa       | *daˈbu kaˈɾa           |
| 232 | pez                                            |                     | *βeˈda                 |
| 233 | piedra                                         | **mõ                | *mõ                    |
| 234 | pie                                            |                     | *hĩˈɾu                 |
| 235 | piel                                           | **ˈeu               | *ˈe                    |
| 236 | pinchar, chucear                               | **su-               | *su                    |
| 237 | pintar                                         | **pã-               | *pã-                   |
| 238 | piojo                                          | **ˈtɯ̃               | *ˈtɯ̃                   |
| 239 | pluralizador                                   | **-ɾã               | *-ɾã / -ɾa             |
| 240 | pobre                                          |                     | *supuɾi / supuɾia      |
| 241 | poder sobre                                    | **hai               | *hai                   |
| 242 | podrirse                                       | **βeɾaua            | *beɾaua-               |
| 243 | posesivo                                       | **ˈden              | *-de                   |
| 244 | puercoespín                                    |                     | *õpidi                 |
| 245 | qué                                            | **ˈkãɾe             | *ˈkãɾe                 |
| 246 | quemar(se)                                     | **baa- / pa-        | *baa- / pa-            |
| 247 | quién                                          | **ˈkai              | *ˈkai                  |
| 248 | raíz                                           | **ˈkaˈɾa            | *ˈkaˈɾa                |
| 249 | rajar leña                                     | **tope- / toape     | *tope- / toape         |
| 250 | rana venenosa                                  | **kõˈkõĩ            | *kõˈkõĩ                |
| 251 | raspar                                         | **uẽ-               | *uẽ-                   |
| 252 | remar                                          |                     | *ui-                   |
| 253 | respirar                                       |                     | *ĩaba-                 |
| 254 | río arriba                                     |                     | *uãˈɾaa                |
| 255 | rojo                                           | **puˈɾu             | *puˈɾu                 |
| 256 | saber, conocer                                 | **kaua-             | *kaua-                 |
| 257 | sabroso                                        |                     | *uaˈɾaa                |
| 258 | sal                                            | **ˈta / ˈtã         | *ˈtã                   |
| 259 | salir                                          |                     | *utʃia-                |
| 260 | sangre                                         |                     | *uˈa                   |
| 261 | sapo                                           | **bokoˈɾo / kopoˈɾo | *bokoˈɾo               |
| 262 | secar                                          | **ˈpo               | *poa-                  |
| 263 | selva                                          |                     | *ˈmẽa                  |
| 264 | selva                                          |                     | *oˈi                   |
| 265 | sembrar                                        |                     | *uu-                   |
| 266 | semilla                                        |                     | *nẽˈta                 |
| 267 | ser, estar                                     |                     | *βɯ-                   |
| 268 | ser, estar                                     | **nɯ̃-               | *nɯ̃-                   |
| 269 | sí                                             | **ma+ema            | *mãẽ                   |
| 270 | sobar                                          |                     |                        |
| 271 | sobre                                          | **ɯ̃ˈɾɯ              | *ɯ̃ˈɾɯ                  |
| 272 | sol                                            |                     |                        |
| 273 | solo                                           |                     | *ituaˈba               |
| 274 | soplar                                         | **pua-              | *pua-                  |
| 275 | suegra                                         | **pa-               | *pa-                   |
| 276 | suegro                                         | **tʃai-             | *tʃaikõˈɾe             |
| 277 | sufijo derivativo                              | **-ˈmia             | *-ˈmia                 |
| 278 | sufijo derivativo                              | **-de               | *-de                   |
| 279 | sufijo derivativo                              | **-ba               | *-ba                   |
| 280 | sufijo derivativo                              | **-pe-              | *-pe-                  |
| 281 | sufijo derivativo (causativo)                  | **-bi-              | *-bi-                  |
| 282 | sufijo derivativo (formativo de demostrativos) | **-kɯ               | *-kɯ                   |
| 283 | tábano                                         |                     | *ˈsĩta                 |
| 284 | taparrabos                                     |                     | *ãteˈa                 |
| 285 | tarde                                          | **keuaˈɾaa          | *keuaˈɾaa              |
| 286 | teta, ubre                                     | **ˈhu               | *ˈhu                   |
| 287 | tierra                                         |                     | *ekoˈɾo                |
| 288 | tigre                                          |                     | *imaˈma                |
| 289 | tirar flechas                                  | **dɯɾi-             | *dɾɯ-                  |
| 290 | todo                                           | **thũˈmã / hũˈmã    | *hũˈmã                 |
| 291 | tres                                           |                     | *ũˈpea                 |
| 292 | trueno                                         | **ˈpa               | *ˈpa                   |
| 293 | uno, solo                                      | **aˈβa / ãˈβa       | *aˈba                  |
| 294 | untar                                          | **puɾu-             | *puɾu-                 |
| 295 | usted, tú                                      | **ˈβɯ               | *ˈβɯ                   |
| 296 | ustedes                                        | **ˈbãɾa             | *ˈbãɾa                 |
| 297 | vacío                                          | **baˈɾii            | *baˈɾii                |
| 298 | vampiro                                        |                     | *ĩˈka                  |
| 299 | venado                                         |                     | *ˈβeˈki                |
| 300 | venado                                         | **sũˈɾa             |                        |
| 301 | venir                                          | **uɾu-              | *uɾu-                  |
| 302 | venir                                          | **tʃe-              | *tʃe-                  |
| 303 | verdad                                         |                     | *uˈãaɾa                |
| 304 | verde, azul                                    | **pãuaˈɾaa          | *pãuaˈɾaa              |
| 305 | viento                                         |                     | *nãku                  |
| 306 | viuda                                          |                     | *pẽˈtɾaa               |
| 307 | volar                                          |                     | *uãbaɾi-               |
| 308 | vulva                                          |                     | *ˈkẽ                   |
| 309 | yerno                                          | **ˈiu-              | *uiˈku                 |
| 310 | yo                                             | **ˈmɯ̃               | *ˈmɯ̃                   |
| 311 | zopilote, gallinazo                            | **ãkoˈso            | *ãkoˈso                |